# 日本滑空協会
公益社団法人日本滑空協会（にほんかっくうきょうかい、英: Japan Soaring Association）は、日本におけるスカイスポーツ競技を統括し、スカイスポーツの普及や滑空競技会の開催を通じて、スカイスポーツ競技等を促進するために活動する公益法人、国内競技連盟。国際航空連盟に加盟している。

## 主な事業内容
日本滑空協会ホームページより
1. 航空機従業者指定養成施設の設置・運営
2. 航空安全講習会の開催
3. FAIスポーティングライセンスの手続
4. 国内滑空記章（A章、B章、C章、銅章）の発行
5. 国内滑空記章試験員の任命、公式立会人の推薦

## 沿革
- 1967年6月 - 日本滑空連合として発足
- 1970年12月 - 日本滑空協会を設立
- 1971年4月 - 社団法人化（旧文部省所管）
- 2012年8月1日 - 公益社団法人化